# Piercia hargreavesi
Piercia hargreavesi är en fjärilsart som beskrevs av Louis Beethoven Prout 1935. Piercia hargreavesi ingår i släktet Piercia och familjen mätare. Inga underarter finns listade i Catalogue of Life.